# Новый кинотеатр «Парадизо»
«Но́вый кинотеа́тр „Паради́зо“» также «Кинотеа́тр „Паради́зо» (итал. Nuovo Cinema Paradiso) — художественный фильм режиссёра Джузеппе Торнаторе, завоевавший премию «Оскар» за лучший иностранный фильм и две премии «Феликс».
Существуют три версии: международная (124 минуты), итальянская (155 минут) и режиссёрская (174 минуты).

## Сюжет
Сальваторе Ди Вита, ставший известным режиссёром, однажды поздно вечером, вернувшись домой, узнаёт от своей подруги, что звонила его мать и сообщила о смерти некоего Альфредо. Сальваторе возвращается в прошлое, к своему детству и юности.
События фильма начинаются сразу после Второй мировой войны в провинциальном городке Джанкалдо, на Сицилии. 6-летний Сальваторе растёт в семье без отца, погибшего на фронте. Мальчик обожает смотреть фильмы, и заводит дружбу с киномехаником Альфредо, который работает в недавно открывшемся кинотеатре «Парадизо». Уменьшительное имя мальчика — Тото, точно так, как зовут его кумира — знаменитого итальянского актёра. Сальваторе становится учеником Альфредо и изучает все премудрости ремесла киномеханика, помогая ему проводить сеансы. В полутёмном кинотеатре кипит жизнь: люди знакомятся, обсуждают новости, занимаются любовью. Но если фильм хорош — оказываются всецело поглощены действом на экране. Публика нередко возмущается, так как во время демонстрации фильмов явно оказываются пропущены сцены: местный священник требует вырезать излишне рискованные, на его взгляд, эпизоды из романтических фильмов.
На одном из сеансов фильма «Пожарные из Виджу» не все желающие смогли попасть в кинотеатр, и толпа собравшаяся возле Paradiso требует дополнительного сеанса. Тогда Альфредо демонстрирует мальчику чудо: прямо из проекционной будки он открывает стеклянное полупрозрачное проекционное окошко, и, не прекращая показа фильма в зале, направляет отражённый стеклом луч кинопроектора на стену соседнего дома — и, среди ночи, начинается импровизированный киносеанс прямо на улице. Однако Альфредо засматривается фильмом, и пропускает момент возгорания плёнки при остановке ее протяжки (в то время фильмокопии печатали на подложке из нитроцеллюлозы, из которой делают и порох, она легко загоралась и потушить ее было трудно). Начинается сильнейший пожар, Альфредо не успевает справиться с огнём и от полученных ожогов теряет сознание. Сальваторе бежит в кинобудку и спасает ему жизнь, однако киномеханик лишается зрения. Кинотеатр восстанавливают, но работать в нём некому, и только один Сальваторе знает, как показывать фильмы. Он-то и становится на долгое время киномехаником.
Проходят годы. Их дружба продолжается. Альфредо говорил Сальваторе, что настанет день, когда ему нужно будет покинуть провинциальный городок. Мальчик вырос, прошёл военную службу, но не обзавелся семьёй потому, что первая и единственная любовь бесследно исчезла, увезённая отцом в неизвестном направлении. От потери любимой, по наставлению Альфредо, он уезжает в Рим, где становится успешным кинорежиссёром. Спустя десятилетия Сальваторе возвращается в родной город и посещает похоронную службу, почтив память Альфредо. Городок неузнаваемо изменился, кинотеатр закрыт, и его вот-вот снесут, а на его месте появится автостоянка. Альфредо перед смертью попросил передать Сальваторе катушку с плёнкой. Сальваторе пересматривает плёнку и оказывается, что на ней смонтированы все те сцены, которые в своё время священник потребовал вырезать из фильмов, а в одной из сцен Альфредо сказал, что дарит обрезанные плёнки Сальвадоре, но храниться они будут у него, у Альфредо.

## В ролях
- Филипп Нуаре — Альфредо, киномеханик
- Иза Даниеле — жена Альфредо
- Сальваторе Кашо — Сальваторе Ди Вита (в детстве)
- Марко Леонарди — Сальваторе Ди Вита (в юности)
- Жак Перрен — Сальваторе Ди Вита (в зрелости)
- Джованни Джанконо — мэр
- Аньезе Нано — Елена Мендола (в юности)
- Брижит Фоссе — Елена Мендола (в зрелости, нет в самой короткой международной версии)
- Роберта Лена — Лия
- Никола Ди Пинто — деревенский дурачок, «хозяин» площади перед кинотеатром
- Тано Чимароза — кузнец, постоянно спавший во время киносеансов
- Антонелла Аттили — Мария, мать Сальваторе (в молодости)
- Пупелла Маджо — Мария, мать Сальваторе (в старости)
- Энцо Каннавале — богач из Неаполя, владелец кинотеатра
- Лео Гуллотта — Игнасио
- Леопольдо Триесте — священник Адельфио
- Нино Терцо — священник Пеппино
- Оливия Де Хэвилленд — Дева Мэриан в фильме «Приключения Робин Гуда» (1938)

## Награды и номинации
- 1989 «Каннский кинофестиваль»
  - Победитель (1):
    - Большой приз жюри

  - Номинации (1):
    - Золотая пальмовая ветвь
- 1990 «Сезар»
  - Победитель (1):
    - Лучший постер

  - Номинации (1):
    - Лучший фильм на иностранном языке
- 1990 «Золотой глобус»
  - Победитель (1):
    - Лучший фильм на иностранном языке — Италия
- 1990 «Оскар»
  - Победитель (1):
    - Лучший фильм на иностранном языке — Италия
- 1991 «Британская академия»
  - Победитель (5):
    - Лучший фильм на иностранном языке
    - Лучшая мужская роль (Филипп Нуаре)
    - Лучшая мужская роль второго плана (Сальваторе Каша)
    - Лучший оригинальный сценарий
    - Лучший саундтрек

  - Номинации (6):
    - Лучший режиссёр (Джузеппе Торнаторе)
    - Лучшая работа оператора
    - Лучшие костюмы
    - Лучший монтаж
    - Лучший грим
    - Лучшая работа художника-постановщика